# Veris (impressora)
A impressora Veris é uma impressora a jato de tinta colorida de 1500 dpi de formato médio (4 em cima) fabricada pelo Grupo de Comunicação Gráfica da Eastman Kodak, que é usada para provas digitais de pré-impressão. Um refinamento da impressora Iris, a Veris também usa um sistema de tinta de fluxo contínuo para produzir saída de tom contínuo em mídia especialmente projetada. Ao contrário da maioria das impressoras a jato de tinta que disparam apenas quando necessário, a Veris usa oito jatos de vidro de 1 micrômetro que operam continuamente sob alta pressão, vibrados por um cristal piezoelétrico para produzir quedas a uma taxa de 1 MHz ou 8 milhões de gotas por segundo no total. As gotas que não são necessárias para formar a imagem são desviadas eletrostaticamente para um sistema de coleta de resíduos, e as gotas individuais podem ser direcionadas para uma posição específica na mídia. O Veris imprime com a mesma qualidade do Iris, só que mais rápido por causa do maior número de jatos (ou canetas como são chamados).

## História
A impressora Veris foi originalmente desenvolvida pela Iris Graphics, que foi adquirida pela Scitex e posteriormente incorporada à Creo Products Inc. Em 2005, a Creo foi comprada pela Kodak. A Veris foi lançada em 2004 e a produção da Veris terminou em 2008, embora o produto ainda seja suportado e esteja em uso a partir de 2010. A adoção da Veris foi menos do que estelar, já que a qualidade das impressoras a jato de tinta abordar a qualidade da saída do Veris.

## Pré-impressão de aplicativos
O hardware e o software da Veris são projetados com base nas necessidades dos serviços de prova de pré-impressão, com alguns recursos notáveis baseados nos princípios de automação de processos e controle de processos.
O Veris usa uma bandeja de mídia alimentada por pilha automatizada. A impressora incorpora uma pequena câmera de vídeo que é usada para digitalizar marcas de mídia impressas nas bordas da mídia. Elas são efetivamente como marcas de código de barras bidimensionais que identificam exclusivamente cada folha de mídia e contêm outras informações, como o tipo de mídia e até mesmo o número do lote de onde a mídia foi produzida. O software impede que a mídia seja impressa em mais de duas vezes - é possível imprimir em uma metade da mídia, virar a mídia ao redor e imprimir na outra metade. O software também impede que o tipo errado de mídia seja usado para o trabalho errado e pode procurar a mídia correta na bandeja de entrada da impressora.
Os modelos posteriores da Veris incluem um espectrofotômetro em linha para automatizar ainda mais a calibração da impressora e verificar o padrão de cores das provas impressas. Na mesma época, a Hewlett Packard adicionou um espectrofotômetro em linha à sua impressora HP 2100. Anos mais tarde, a Epson adicionou um espectrofotômetro em linha à sua linha de impressoras Stylus 7900/9900.
O software da Veris evoluiu para o Kodak Proofing Software, que é usado para suportar as soluções Kodak Approval e Matchprint InkJet.